# Avistamiento de cetáceos

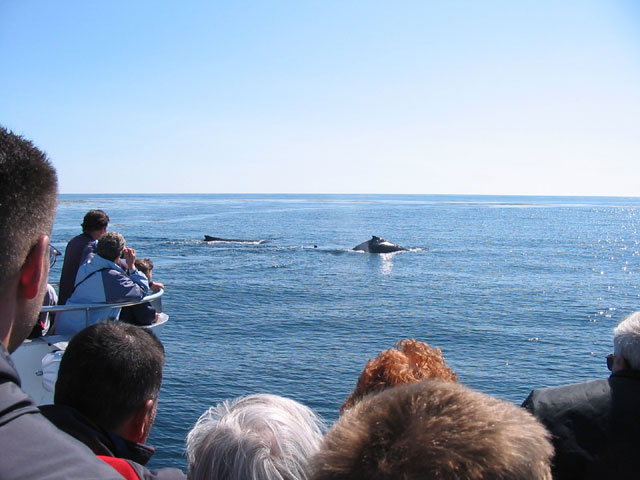
Avistamiento de ballenas en Maine.

El avistamiento de cetáceos es la práctica de la observación de ballenas y otros cetáceos en su hábitat natural. Los cetáceos se observan más comúnmente con motivos recreativos (similar a la observación de aves), pero la actividad también puede ser para fines científicos o razones pedagógicas.
El tamaño y el rápido crecimiento de esta industria ha dado lugar a complejos debates con la industria de la caza de ballenas sobre el mejor uso de éstas como un recurso natural.

## Historia

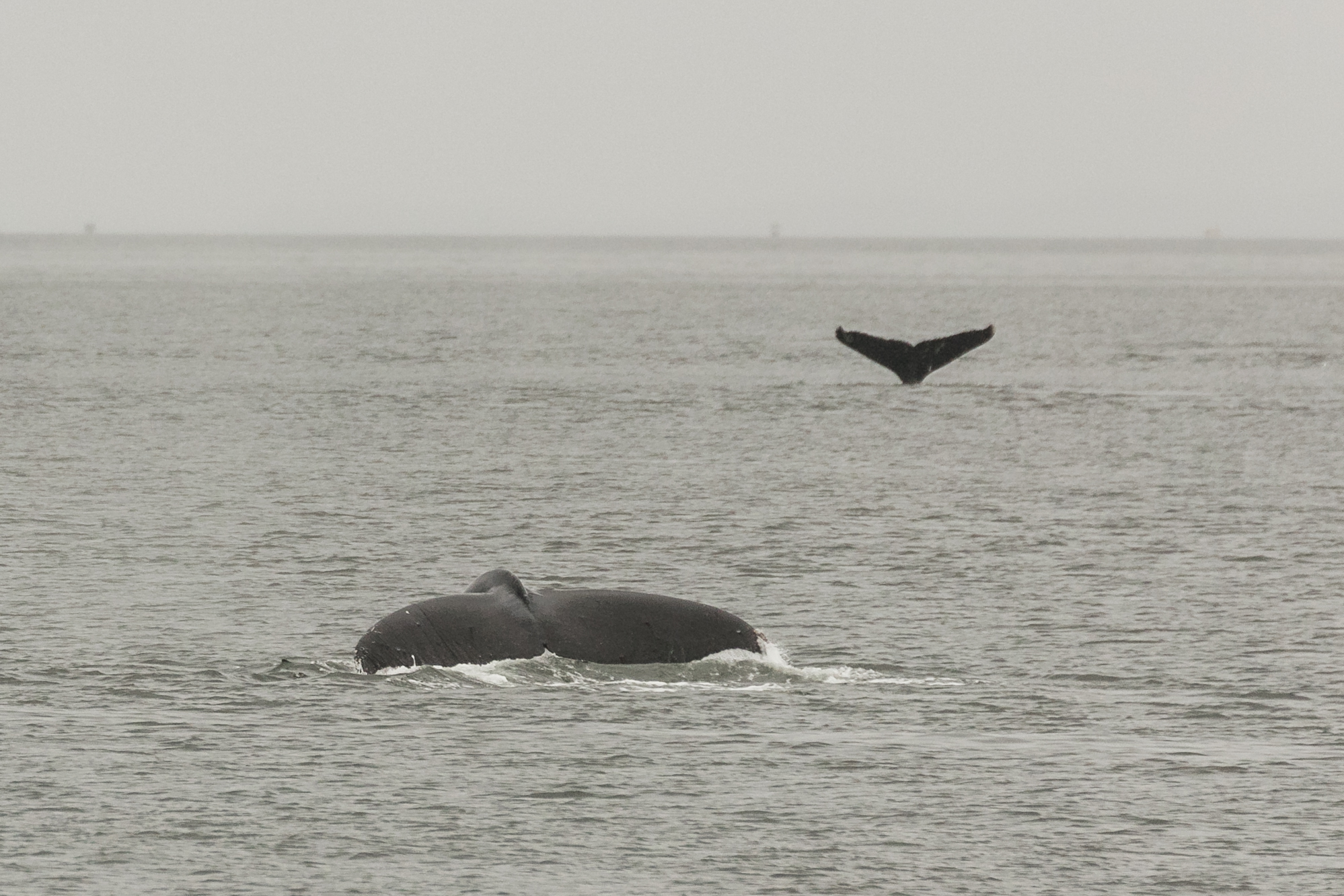
Avistamiento de ballenas jorabadas (Megaptera novaeangliae), Juneau, Alaska, Estados Unidos.

El avistamiento de cetáceos como una actividad organizada se remonta a 1950, cuando el Monumento Nacional Cabrillo de San Diego se declaró lugar público para la observación de la ballena gris.
En 1955 comenzó a cobrarse una cuota de US$1 por viaje para ver las ballenas al acercarse a las costas.
El espectáculo se volvió muy popular, y atrajo a unos 10 000 visitantes en su primer año. Esta industria se expandió por toda la costa occidental de los Estados Unidos sobre la siguiente década.
En 1971, la Sociedad Zoológica de Montreal comenzó sus actividades de avistamiento de cetáceos en la parte oriental de América del Norte, y se ofrecieron excursiones en el río San Lorenzo para ver rorcuales comunes y belugas. 
A fines de 1970 el tamaño de la industria se multiplicó gracias a las operaciones en 
Nueva Inglaterra. En 1985 viajaron más visitantes a ver cetáceos de Nueva Inglaterra que a California. Este rápido crecimiento en Nueva Inglaterra se ha atribuido a la relativa densa población de yubartas, cuyo comportamiento acrobático, como los saltos fuera del agua, resultaban mucho más llamativo para los espectadores. A principios de 1974 Baja Expeditions comienza como primera empresa de Ecoturismo en Baja California Sur., México., con su campamientos de avistamento de ballenas grises en Laguna San Ignacio.
A lo largo de los ochenta y los noventa la observación de cetáceos creció en todo el mundo. En 1998 Erich Hoyt llevó a cabo el mayor estudio sistemático de observación de cetáceos y concluyó que los viajes para observación de ballenas eran disponibles en 87 países de todo el mundo, con más de 9 millones de participantes (una industria millonaria que necesita de gran infraestructura, como alojamiento, restaurantes y transporte), de más de mil millones de dólares. Su estimación para el año 2000 fue de 11,3 millones de participantes, con un gasto de $1,495 millones.

## Regulaciones

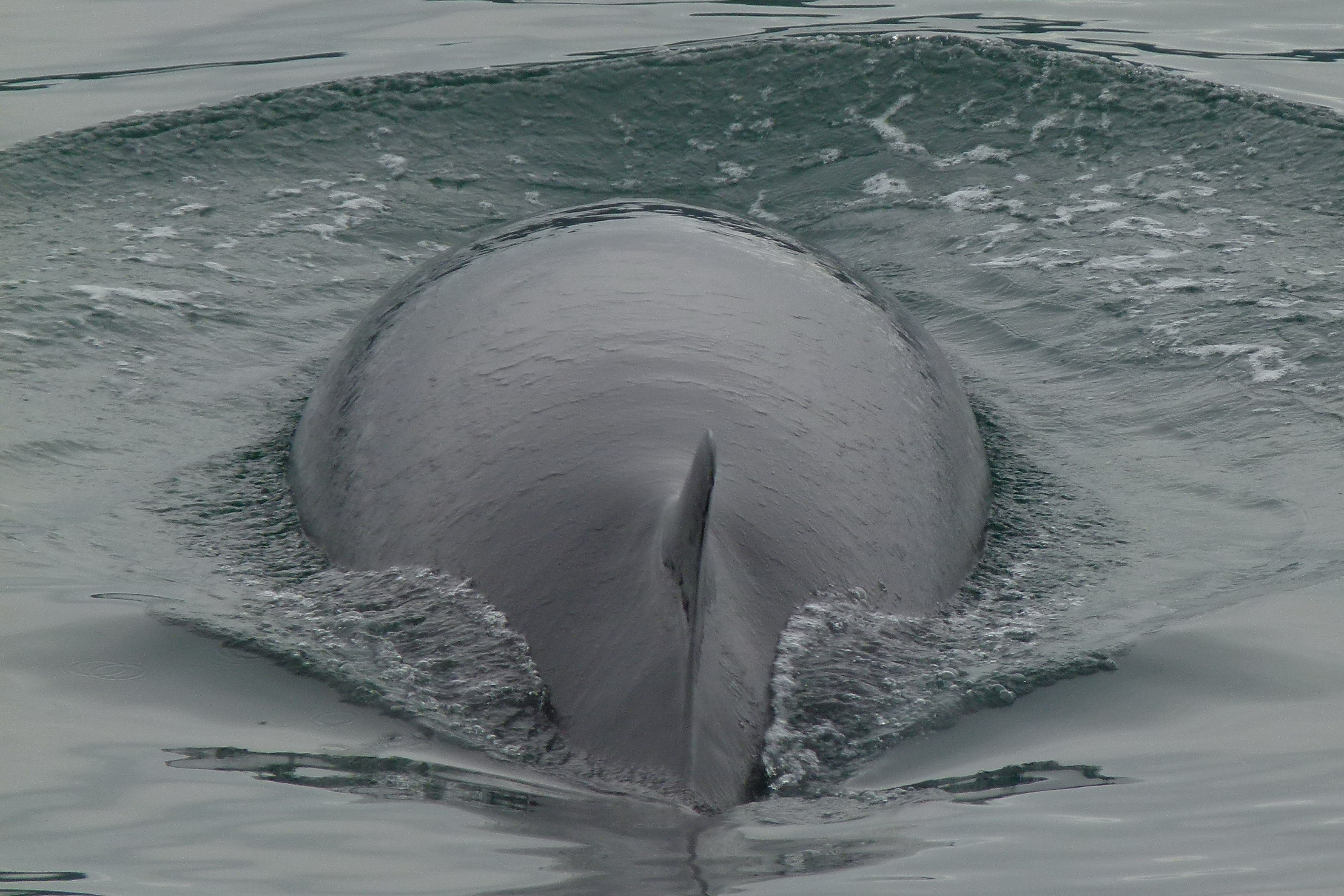
Ballena en Canadá.

En aguas bajo soberanía española, el avistamiento de cetáceos está regulado por el Real Decreto 1727/2007 del 21 de diciembre en el que se establecen medidas básicas de protección:
- evitar en el "Espacio Móvil de Protección" la realización de cualquier conducta que pueda causar muerte, daño, molestia o inquietud a los cetáceos;
- puede dañar o afectar a los cetáceos:
  - el contacto físico;
  - alimentar a los animales o arrojar cualquier alimento, bebida, basura o elemento en general;
  - impedir el movimiento libre de los animales, interceptar su trayectoria, cortar su paso o atravesar un grupo de cetáceos;
  - separar o dispersar al grupo, especialmente entre madre y cría;
  - producir ruidos y sonidos fuertes o estridentes, incluso bajo la mar;
  - bañarse o bucear en la "Zona de Exclusión del Espacio Móvil de Protección de Cetáceos".

Por otro lado, activistas medioambientales, preocupados por lo que consideran la mentalidad del "dinero rápido" en algunos propietarios de embarcaciones, sugieren una serie de normativas con el fin de que esta industria no altere el hábitat de los cetáceos.
Estas normas incluyen:
- minimizar la velocidad de las embarcaciones;
- evitar giros bruscos;
- minimizar el ruido;
- no perseguir, rodear ni movilizarse entre los cetáceos;
- no permitir la natación con delfines (esta última regla es más polémica y con frecuencia se ignora, por ejemplo, en el Caribe).

## Lugares de observación
- Océano Pacífico

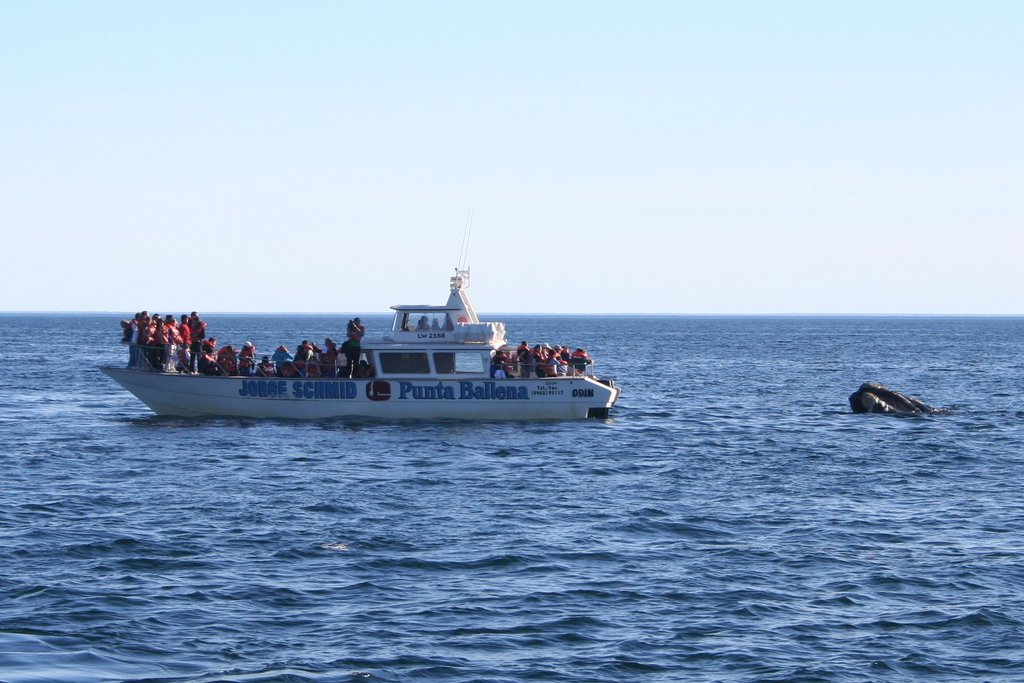
Avistamiento de ballenas en Península Valdés (Argentina).

Todos los años, entre junio y noviembre, las ballenas jorobadas llegan a las costas del Pacífico colombiano para aparearse y dar a luz. Pueden observarse en Bahía Málaga, la isla Gorgona y la ensenada de Utría.
En las costas del Ecuador se encuentran en las provincias de Manabi y Santa Elena, así como en las cercanías de la isla de la Plata.

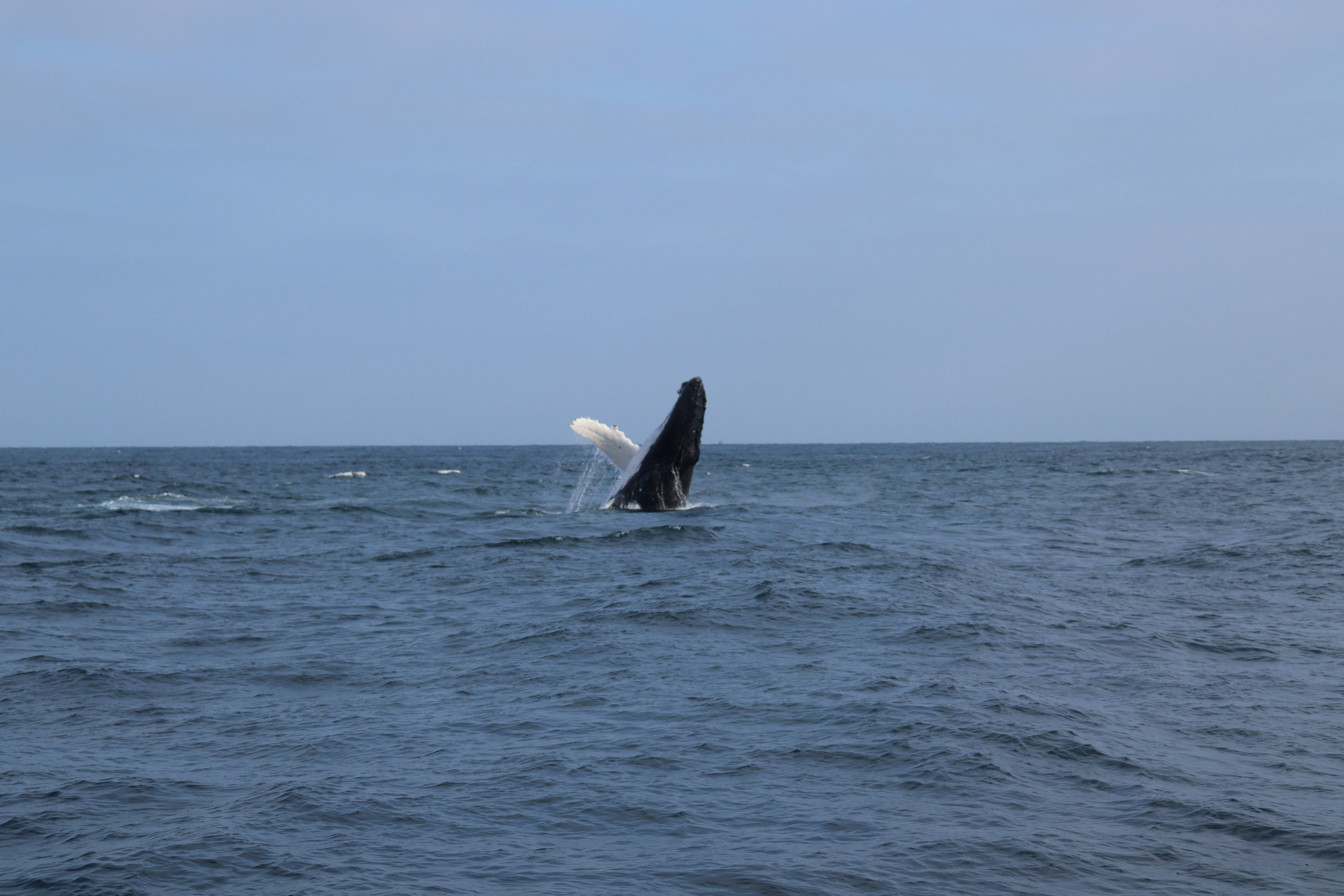
Ballena jorobada avistada en Los Órganos, en el norte de Perú (2024)

En Perú, se pueden avistar ballenas jorobadas en las costas de los departamentos norteños de Piura y Tumbes, entre el 15 de julio y 31 de octubre. Los balnearios desde los que se puede apreciar a estos mamíferos son Cabo Blanco, Los Órganos, Máncora y Punta Sal.
En Norteamérica llegan frente a los estados de Washington y Nueva Inglaterra (Boston), la isla de Vancouver y Alaska.
En Australia se ubican frente a Sídney.
- Océano Atlántico

La Península Valdés, en la Patagonia argentina, recibe la mayor población reproductora de ballenas francas australes, con más de 2.000 catalogadas por el Whale Conservation Institute y el Ocean Alliance. La región contiene seis reservas naturales, y está considerada uno de los principales y más importantes destinos de avistamiento de ballenas en el planeta, particularmente alrededor de Puerto Pirámides y la ciudad de Puerto Madryn. Además se avistan delfines, toninas overas, pingüinos, elefantes marinos y gran variedad de aves, entre otros.
Otros sitios de observación en el Atlántico son la península de Snaefelsnes (oeste de Islandia), las Islas Azores (Portugal) Bahía de Samaná y Banco de la Plata (República Dominicana), Praia do Forte (Bahía - Brasil) entre julio y noviembre, en el parque marino ballena (Costa Rica) entre noviembre-enero, y durante todo el año (especialmente junio-agosto) en el Estrecho de Gibraltar. En el Estrecho de Gibraltar los avistamientos se hacen desde Tarifa, España, y se puede observar especies residentes como ballenas piloto, 3 tipos diferentes de delfines (listado, mular y común), y especies migratorias que se mueven del Océano Atlántico al Mar Mediterráneo y al revés, como cachalote, rorcual, orca.